# Amiral Ronarc'h (frégate)
Pour les articles homonymes, voir Amiral Ronarc'h.
L'Amiral Ronarc'h est la première frégate de défense et d'intervention, une classe de frégates de la marine nationale française en cours de construction. Elle a été nommée en l'honneur de Pierre Alexis Ronarc'h, qui s'est illustré en octobre/novembre 1914 à Dixmude ' en Belgique, à la tête d'une brigade de fusiliers marins nouvellement créée lors de la course à la mer. 
La livraison de la frégate à la Marine nationale est prévue pour 2025.

## Historique
La première découpe est faite le 24 octobre 2019, et la mise sur cale le 16 décembre 2021. La frégate est mise à l'eau le 7 novembre 2022. En mai 2023, la frégate, encore en cours de construction, est victime d'actes de malveillance : des câbles ont été retrouvés sectionnés. Ses essais à la mer commencent le 7 octobre 2024. Elle termine sa troisième phase d'essai le 13 février 2025. Sa livraison est prévue pour l'automne ou l'hiver 2025. 